# Chamamé
Chamamé – forma ekspresji kulturowej obejmująca taniec, muzykę i śpiew, praktykowana głównie w prowincji Corrientes w północno-wschodniej części Argentyny, łącząca elementy tradycji rdzennej ludności tego obszaru (Indian Guarani), elementy kultury afroamerykańskiej oraz europejskich imigrantów.
W 2020 roku Chamamé wpisane zostało na listę reprezentatywną niematerialnego dziedzictwa kulturowego ludzkości.

## Charakterystyka

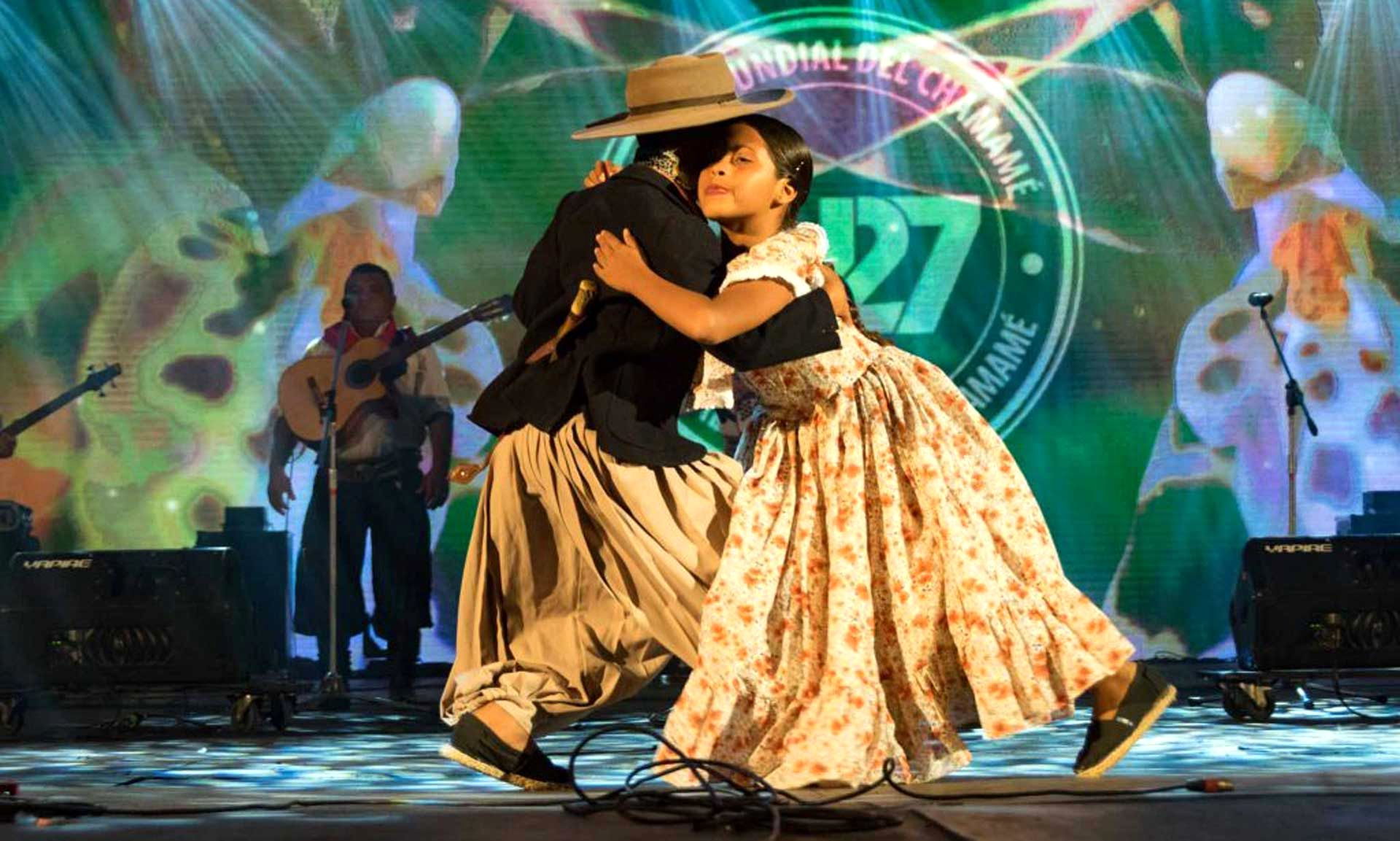
Dziecięca para tańcząca Chamamé

Społeczność kultywująca Chamamé zamieszkuje głównie prowincję Corrientes w północno-zachodniej Argentynie. W mniejszym zakresie tradycja rozpowszechniona jest również w prowincjach Chaco, Misiones, Santiago del Estero, Formosa, Entre Ríos, Santa Fe i Buenos Aires, w brazylijskich stanach Rio Grande do Sul i Mato Grosso do Sul, a także w północno-zachodnim Urugwaju oraz środkowym i południowym Paragwaju. Jej depozytariuszami są przede wszystkim twórcy Chamamé – kompozytorzy, muzycy, redaktorzy, śpiewacy, poeci czy tancerze, a także rzemieślnicy i krawcowe wytwarzający tradycyjne stroje; lutnicy produkujący instrumenty muzyczne, badacze lokalnej historii i kultury oraz użytkownicy języka guarani.
Do głównych elementów Chamamé należą: taniec, którego uczestnicy są ciasno objęci, a kroki taneczne dostosowywane są do muzyki bez określonej choreografii i ceremonia zwana musiqueada, która obejmuje zaproszenie, modlitwę i sapukay (rodzaj fonacji bądź okrzyku, któremu towarzyszą ruchy ciała i gesty przekazujące emocje takie jak radość, smutek, ból czy odwaga). Pierwotnie instrumentami używanymi w muzyce Chamamé były skrzypce i vihuela, zaś teksty wywodzących się z tradycji kantat religijnych pieśni i poezji tworzone były w języku guarani – mowie zamieszkujących te tereny Indian. Z czasem w muzyce zaczęto wykorzystywać też gitarę, harmonijkę ustną, dwurzędowy diatoniczny akordeon guzikowy (melodeon), bandoneon i kontrabas, a tradycje przekazywane są współcześnie również w języku hiszpańskim oraz w dialekcie yopará łączącym hiszpański oraz guarani.
Tradycja muzyki i tańca Chamamé jest bardzo ważną częścią lokalnej tożsamości i jest obecna na różnego rodzaju uroczystościach rodzinnych, religijnych i wspólnotowych (takich jak bailantas – tańce na otwartej przestrzeni czy enramadas – tańce w ogrodach). Chamamé przekazywane jest w rodzinach z pokolenia na pokolenie. Utożsamia takie wartości, jak miłość do ziemi ojczystej i lokalnej fauny i flory, pobożność oraz ñande reko, co w języku guarani oznacza „sposób bycia” – doskonałą harmonię pomiędzy tym, co ludzkie, naturalne i duchowe.